# Alejandría Bucéfala

En rojo, las ciudades fundadas por Alejandro Magno.

Alejandría Bucéfala, o simplemente Bucéfala, fue una de las ciudades fundadas por Alejandro Magno. La ciudad recibió este nombre en honor de su caballo favorito, Bucéfalo.
Bucéfalo murió durante, o poco después de la Batalla del Hidaspes, en 326 a. C. Algunas fuentes dicen que murió durante el transcurso de esta batalla (como Flavio Arriano, Diodoro Sículo, Marco Juniano Justino, etc.), mientras que otras versiones dicen que murió después, ya fuera de sus heridas o por causas naturales, a la edad de 30 años, por lo que para las circunstancias en las que vivió, fue un animal bastante longevo.
Tal fue el dolor de Alejandro ante la pérdida de su caballo que hizo que fundara una ciudad cerca de la tumba de Bucéfalo. También fundó una segunda ciudad al mismo tiempo, conmemorando la victoria sobre Poros. La ciudad sobrevivió durante al menos cien años.
El principal problema para los historiadores es que ya nada queda de Bucéfala, y sólo se puede conjeturar su posición geográfica. Según las fuentes, parece claro que se construyó en la orilla oeste del Hidaspes, mientras la segunda ciudad fundada, Alejandría Nicea, fue erigida en el campo de batalla, en la oriental. Pero con los cambios en el curso del río que ha habido durante siglos, y la casi total falta de hallazgos arqueológicos, ha sido imposible localizarla exactamente.
De todas formas, se han descubierto varias monedas griegas en las cercanías de las ciudades modernas de Jhelum y Haranpur, de las que se deduce la presencia de un asentamiento europeo. Un itinerario budista menciona dos ciudades llamadas Bhadrāśva (‘caballo auspicioso’) y Ādirājya (‘el primer reino’), en un lugar donde la llamada Uttarapatha, o sea, la carretera que conecta Taxila con el valle del Ganges, cruzaba el río Jhelum. Hasta el siglo XVI, este cruce del río estaba a ocho kilómetros del sur de la ciudad de Jhelum.
Finalmente, habría que mencionar que la literatura también da cuenta de la fundación de esa gloriosa ciudad. En el Libro de Alexandre (anónimo, hacia 1230) se pueden leer las siguientes cuadernas, que dejan en claro la importancia del caballo de Alejandro, con respecto al ansia de gloria del propio conquistador que en su fiel compañero también ve una extensión de sí mismo:

Buçifal conla muerte ovo a recreer, 
 entendiólo el rey, ovo a deçender; 
 fue leeal el caboso, non se dexó caere, 
 fasta que vio al rey a sus pies tener. 
 
 Buçifal cayó muerto a piedes del señor,  
 remaneçió apeado el buen emperador; 
 mintriemos si dixiéssemos que non avié dolor, 
 mandólo soterrar a muy grant onor. 
 
 Después fizo el rey, do yazié soterrado, 
 poblar una çibdat de muro bien obrado, 
 dixiéronle Buçifalia, nombre bien señalado, 
 porque fuera assí el cavallo llamado.
Traducción en español contemporáneo
Bucéfalo al morir tuvo que descansar,
el rey lo comprendió, descendió a pie;
el caballo fue leal, no se dejó caer,
hasta que vio al rey a sus pies tener.

Bucéfalo cayó muerto a los pies del señor,
el buen emperador permaneció en pie;
mentiríamos si dijésemos que no sintió dolor,
ordenó que se le enterrara con gran honor.

Después el rey ordenó, donde fue enterrado,
que se construyera una ciudad amurallada,
le pusieron el nombre de Bucéfala,
en honor del caballo que así había sido llamado.<ref>Traducción propia basada en "Libro de Alejandro". Ed. Jesús Cañas. c. 2091-2093.